# Шиловский, Виктор Константинович
Виктор Константинович Шиловский (укр. Віктор Констянтинович Шиловський; 12 июля (25 июля) 1911, Юзовка, Российская империя — 25 октября 1973, Москва, СССР) — советский футболист и тренер, игрок сборной СССР 1930-х годов, мастер спорта СССР. Чемпион III Летней Рабочей Олимпиады в Антверпене (1937).

## Футбольная биография

### Карьера игрока
В футбол Виктор Шиловский начинал играть в родной Юзовке, в команде клуба имени Ленина, представлявший металлургический завод. С 1930 года выступал за коллективы из Сталино — «Металлисты» и «Динамо». В 1930—1933 годах входил в сборную города Сталино, в 1931—1933 годах был игроком сборной Донбасса, в составе которой, на чемпионате СССР 1932 года провёл два матча и забил 4 мяча. В 1933 году входил в сборную ПСО «Динамо».
В 1934 году выступал за «Динамо» из Днепропетровска, где был его капитаном, а также играл за сборную города. Но уже в июле покинул Днепропетровск, перебравшись в «Динамо» киевское. Играющий на позиции правого полусреднего нападающего, обладавший хорошей техникой и высокими скоростными качествами, Шиловский довольно быстро стал одним из лидеров команды. В 1937 году участвовал в международных играх против сборной Басконии в составе киевского «Динамо» и матче против тех же басков в составе «Спартака», который москвичи выиграли со счётом 6:2, а Шиловский отличился двумя голами. Выступал так же за сборную Киева (1935—1940), в составе которой принимал участие в играх чемпионата СССР 1935 года (5 матчей, 2 гола).
В 1934—1939 годах был игроком сборной УССР. Участвовал в победном матче сборной республики против сборной клубов Турции, состоявшемся в 1936 году. Так же был участником турне сборной УССР по Бельгии и Франции, во время которого, в матче против профессионального клуба «Ред Стар», украинская команда одержала сенсационную победу 6:1, а Виктор отличился хет-триком.
В 1935 году был игроком сборной СССР, в составе которой провёл шесть международных матчей против сборной клубов Турции и забил два гола.
Весной 1936 года, в стартовавшем первом клубном чемпионате СССР, Шиловский вместе с командой стал серебряным призёром. В 1937 и 1938 годах «Динамо» побеждает в розыгрыше Кубка УССР, а в сезоне 1938 года становится бронзовым призёром чемпионата СССР. В следующем сезоне киевляне выступили менее удачно, заняв итоговое 8 место, а сам Шиловский с 15 голами стал лучшим бомбардиром команды. В 1940 году Виктор был капитаном киевского «Динамо».
В 1937 году Шиловский, в составе московского «Спартака», принимал участие во Всемирной рабочей Олимпиаде, проходившей в Антверпене и завершившейся победой москвичей. Виктор принял участие в двух поединках и забил 1 гол. В том же году вместе со спартаковцами участвовал в Кубке Мира для рабочих команд (в рамках всемирной выставки), который проходил в Париже и так же завершился победой москвичей.
В сезоне 1941 года, прерванного началом Великой Отечественной войны, нападающий успел сыграть 4 матча, забив два гола. С началом войны, Шиловский вернулся в Донбасс, где некоторое время находился в команде «Сталь» (Сталино). В 1942 году был направлен во Владимир, играл за футбольную команду пехотного училища. С июля 1943 переведён в московский ЦДКА с которым стал победителем первенства города 1944 года. В следующем году выступал за команду Группы советских войск в Германии (ГСВГ). Вернувшись в 1946 году в Москву, заканчивал игровую карьеру в местном «Пищевике», выступавшем во второй группе чемпионата СССР.

### Карьера тренера
Тренерскую карьеру Виктор Константинович начинал в команде «Дзержинец» из Нижнего Тагила. С 1950 года, в теченее пяти лет возглавлял команду города Серпухов. В 1956 году вернулся в киевское «Динамо», где был помощником Олега Ошенкова, а со следующего сезона принял команду в должности старшего тренера. На должность второго тренера Шиловский пригласил бывшего вратаря команды, Анатолия Зубрицкого. Свой стартовый матч сезона, под руководством нового наставника, динамовцы проиграли на своём поле московскому «Локомотиву». Но в оставшихся матчах первого круга команда играла без поражений и на промежуточном финише заняла второе место, отстав на одно очко от лидера, московского «Динамо». Впрочем второй круг киевляне провели гораздо хуже, потерпев ряд поражений и в итоге финишировали на 6 месте. В сезоне 1958 года тренеру снова не удалось добиться существенного прогресса в игре команды, занявшей в итоге, как и в прошлом сезоне, 6 место и по окончании сезона в Киев снова был приглашён Олег Ошенков. Проведя начало нового сезона в качестве помощника Олега Александровича, Шиловский покинул динамовскую команду.
Перебравшись в Москву, Виктор Константинович многие годы тренировал юношеские команды Москвы и Подмосковья, а в 1967 году возглавлял раменский «Сатурн».
Скончался Виктор Константинович Шиловский 20 октября 1973 года. Похоронен на Ваганьковском кладбище в Москве.

## Статистика

### Матчи за сборную СССР
| № | Дата             | Матч                  | Счёт | Голы | Статус матча                                  |
| - | ---------------- | --------------------- | ---- | ---- | --------------------------------------------- |
| 1 | 26 сентября 1935 | СССР — СССР-2         | 0:1  | —    | Неофициальный товарищеский матч               |
| 2 | 5 октября 1935   | СССР — ЦДКА           | 3:1  | 1    | Неофициальный товарищеский матч               |
| 3 | 13 октября 1935  | Турция — СССР         | 1:2  | —    | Неофициальный международный товарищеский матч |
| 4 | 15 октября 1935  | Турция — СССР         | 2:2  | —    | Неофициальный международный товарищеский матч |
| 5 | 19 октября 1935  | Турция — СССР         | 3:3  | 1    | Неофициальный международный товарищеский матч |
| 6 | 21 октября 1935  | Турция — СССР         | 2:3  | —    | Неофициальный международный товарищеский матч |
| 7 | 25 октября 1935  | Турция — СССР         | 1:2  | 1    | Неофициальный международный товарищеский матч |
| 8 | 27 октября 1935  | Турция — СССР         | 3:3  | —    | Неофициальный международный товарищеский матч |
| 9 | 8 ноября 1935    | СССР — Сборная Одессы | 0:0  | —    | Неофициальный товарищеский матч               |

## Достижения
- Серебряный призёр чемпионата СССР (1936, весна)
- Бронзовый призёр чемпионата СССР (1937)
- Чемпион УССР (1936)
- Обладатель Кубка УССР (1937), (1938)
- Чемпион Москвы (1944)
- Чемпион Всемирной рабочей Олимпиады (Антверпен) (1937) (как один из футболистов, усиливших на этом турнире «Спартак» — 2 игры, 1 гол)
- Победитель Кубка Мира для рабочих команд (Париж) (1937)
- В списках «33 лучших» в СССР (№ 2 — 1938)